# 国鉄EH10形電気機関車

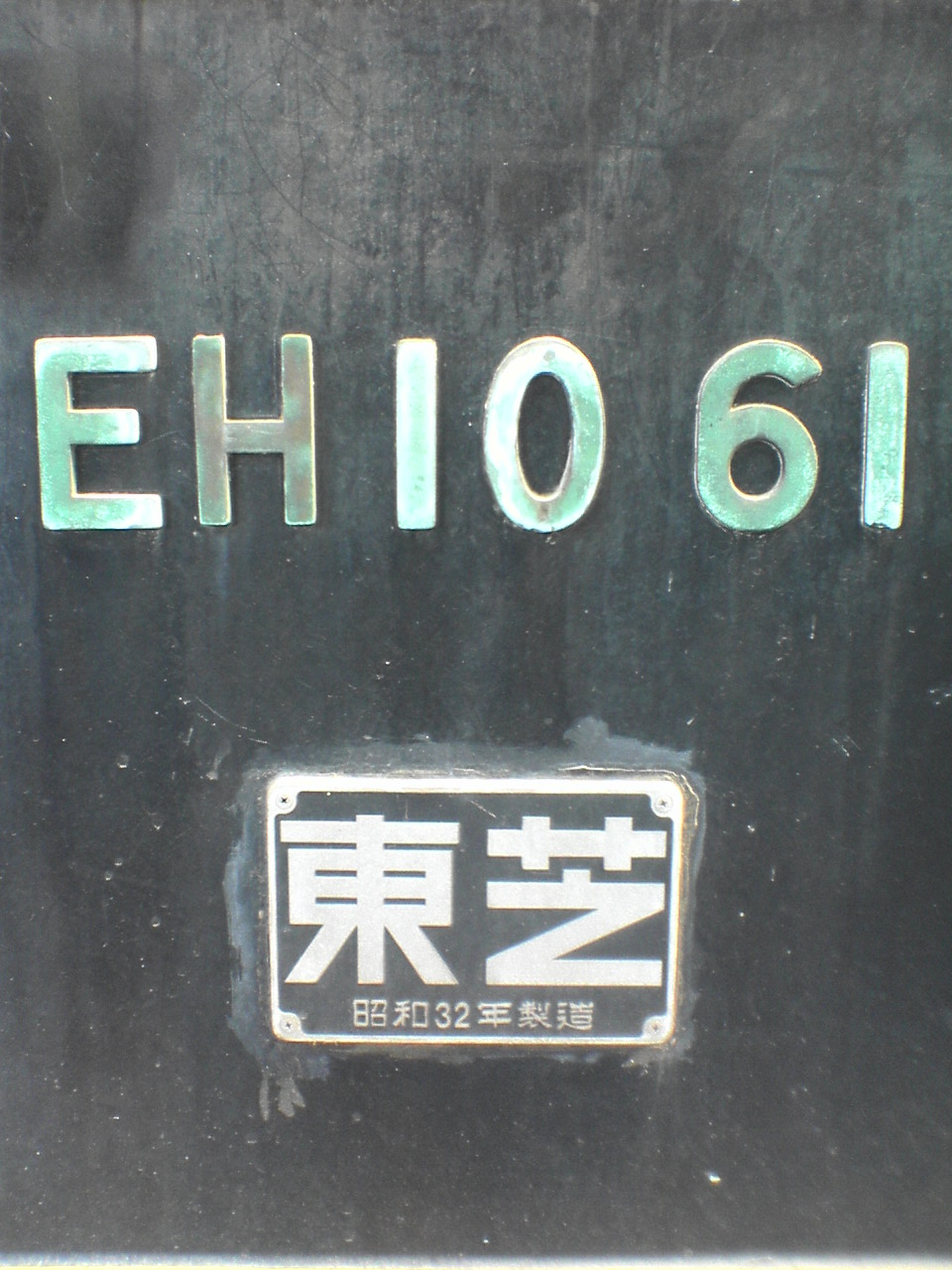
EH10 61　製造銘板

EH10形は、1954年（昭和29年）に登場した日本国有鉄道（国鉄）の直流電気機関車である。1957年（昭和32年）までに64両が製作された。

## 概要
全線電化が間近に迫っていた東海道本線および山陽本線の貨物列車牽引用として、EF15形をベースに開発された。国鉄が製作した唯一の8動軸機であり、国鉄史上最大級の電気機関車である。その巨体から「マンモス」という愛称で親しまれた。
車体や台車は近代化される一方、モーターや制御装置は在来車と同様の堅実路線を採っていた。このような経緯から本機は国鉄の直流電気機関車の系譜において、EF15形以前のいわゆる旧性能機と、ED60形以降のいわゆる新性能機の中間に位置する過渡期の機関車と見なされている。

### 登場の背景
1940 - 1950年代の東海道本線では貨物輸送需要が大きく、最大1,200tの重量級貨物列車が大型蒸気機関車の牽引で運行されていた。
輸送能力の逼迫と石炭供給難を背景に1951年（昭和26年）に再開された東海道本線電化工事は急速に進展し、1953年（昭和28年）には浜松 - 名古屋間電化が完成した（同年中に名古屋 - 稲沢間を延伸）。この時点で名古屋 - 米原間の電化は目前となっており、さらには京都までの電化による東海道本線全線電化完成も視野に入りつつあった（米原電化は1955年、東海道全線電化は1956年に完成）。
しかし、この間の大垣 - 関ケ原間は10‰の勾配が延々6kmに及び連続し、殊に機関車牽引の重量級貨物列車にとっての難所であった。1953年当時最新鋭の貨物用電気機関車であったEF15形をもってしても、この区間での1,200t列車単機牽引を想定すると出力不足により主電動機の過熱やフラッシュオーバーが懸念され、これでは十分な速力を得られず並行して運行される旅客列車のダイヤ設定にも支障が生じることが予測された。電化のみでは関ヶ原の隘路の解消は叶わなかったのである。
対策としてはEF15形の主電動機をドライアイス等を利用して強制冷却する、補助機関車の連結といったことも考えられたが、主電動機の冷却は応急的な手段であること、補機の連結は機関車運用が複雑なままとなり電化の意義も薄れるため、EF15形を凌駕する性能の強力型機関車を開発して関ヶ原越えの問題を克服することになっただけでなく、その性能向上分を生かして貨物列車のさらなる増発・速度向上も考えられた。この新型機関車EH10形はEF15形（6軸・主電動機6個）とほぼ同性能の主電動機を8個使用する、日本初の8動軸式大型機関車となった。
実際の設計に関しては、1946年 - 1947年頃から断続的に進められてきたものの製作については見合わせられてきた、この当時の設計は以後の物とかなりデザインが異なり、『鉄道模型趣味』第5号（1948年2月号）の見返しに現在計画中の新型機関車としてのEH10の図面が掲載されているがこの初期案は実際にできたものとは「やや流線型でパンタグラフが4つある」などの相違点があり、「上越線や米福線（米沢から福島）に使用の模様」や「ギアレシオを変えた旅客用のEH50が東海道線に姿を現すとのうわさもある」と記載されているが、その後設計変更がなされ、同書第14号（1949年7月号）で追加情報が入りPrototypeGuide（9頁）で大まかな構造や性能予定を説明し「流線型ではない」と言い切られていた。この『鉄道模型趣味』第14号ではEH10の製造開始について「最近ようやくその兆しがみえてまいりました」となっていたが実際はまだまだ先で、東海道線電化の進行に伴い貨物列車牽引用として強く望まれるようになった1954年に設計が完了し製作が行われた。

## 基本構造

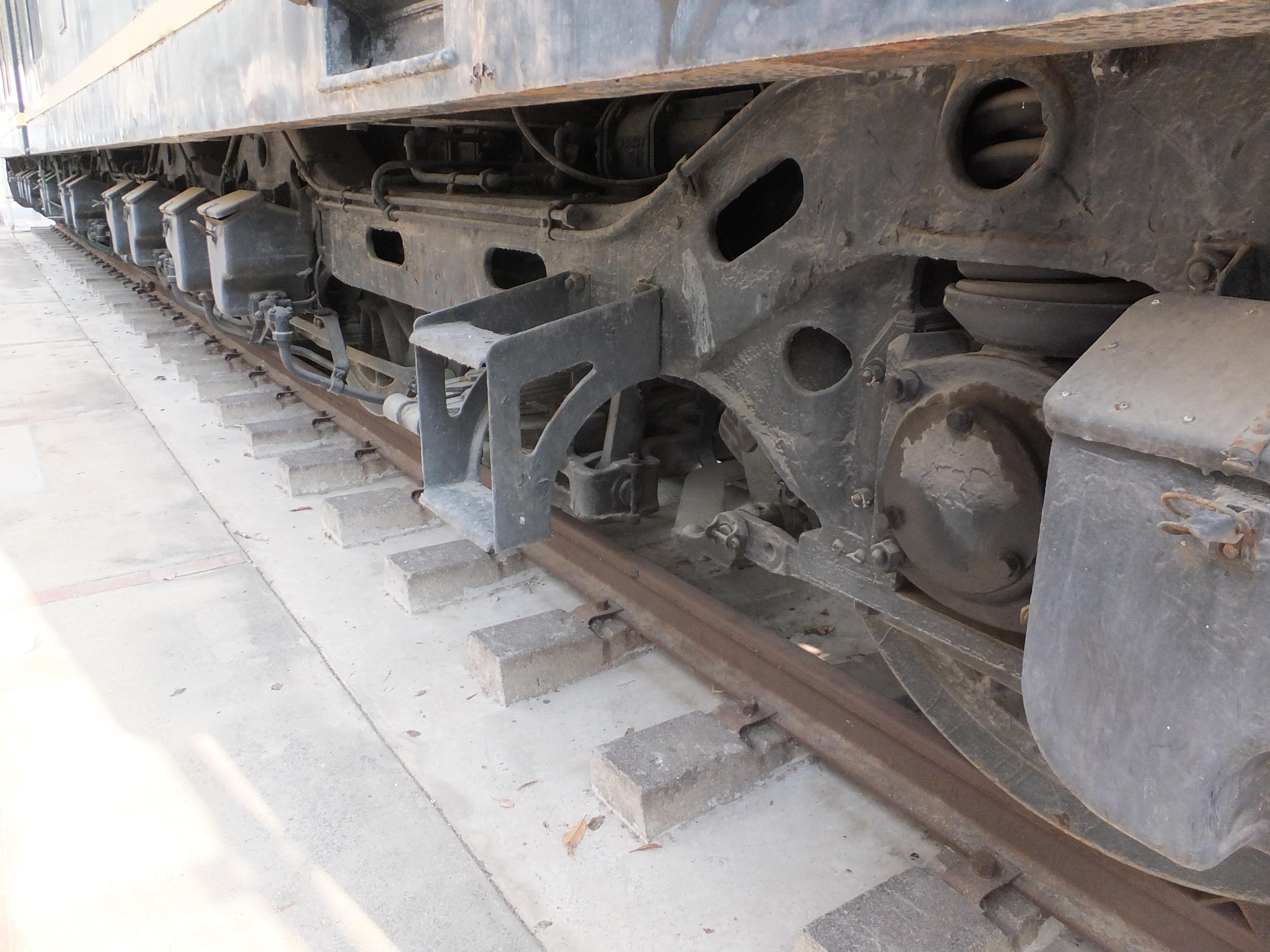
EH10 足回り

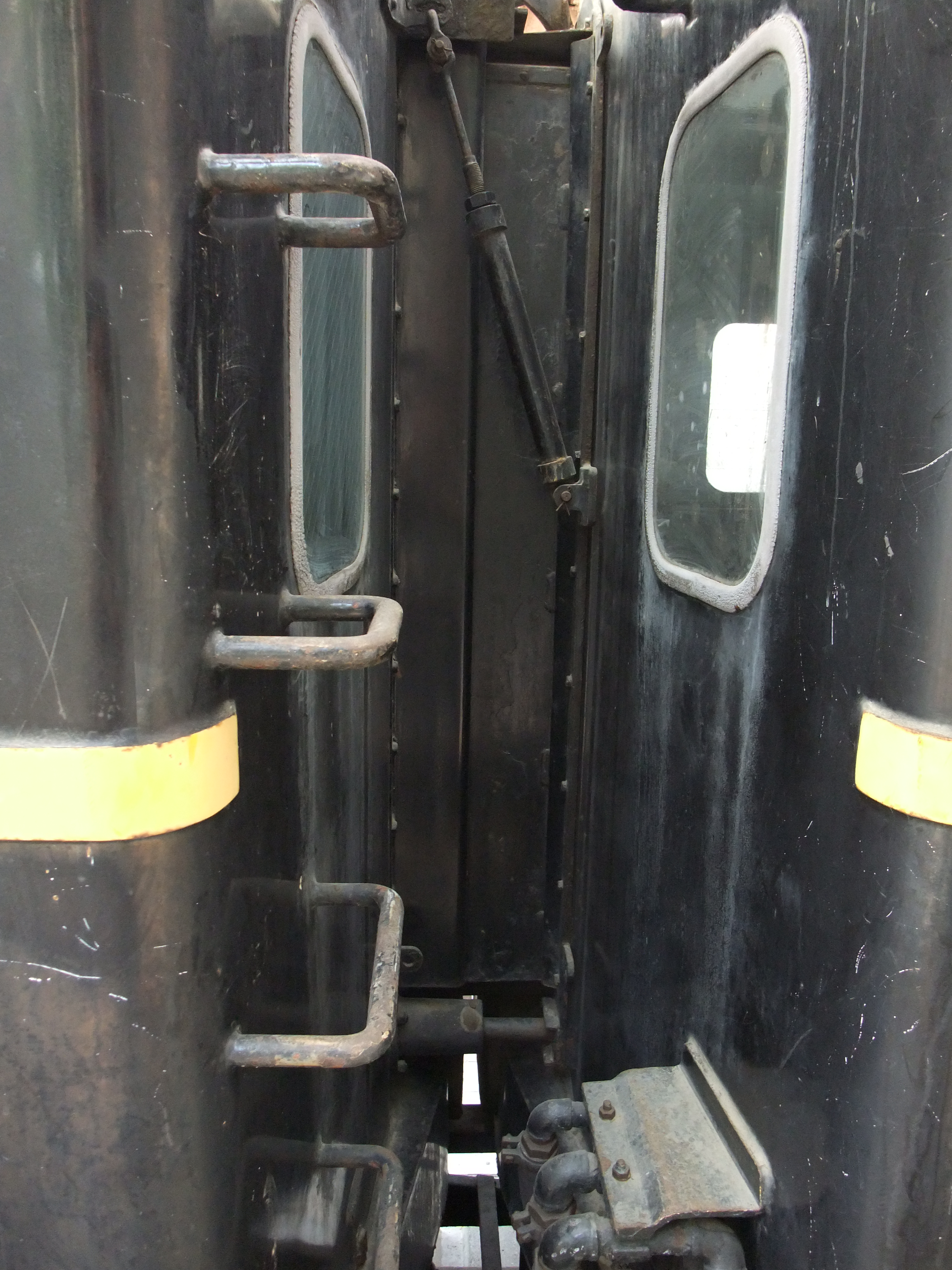
EH10 連結部分

動軸を8軸としたことで全長22.5mに及ぶ長大な車体は中央で2分割され、箱形の2車体を永久連結する特異な構造となった。2車体間は永久連結器で結合され、金属製の特殊な貫通幌と高圧引き通し線が渡されている。全長がこれまでの機関車以上に長くなったことから、構内有効長における機関車占用長さを少しでも減らすため、従来の貨物用電気機関車で標準的であった前頭部のデッキは廃され非貫通構造となった。
従来の国鉄電気機関車は、鋼板部材の組み立てないし一体鋳鋼によって構成された「台車枠」を全ての基礎としていた。台車枠の両端には先輪が結合され、走行時の牽引力は台車枠の端に装備された連結器から直接客車・貨車に伝えられた。大きさは異なるが、端的に言えば蒸気機関車の台枠と同一の構造である。2台の台車は強固に連結されており、牽引力は台車同士においても直接伝えられる構造であった。他方車体は台枠を備えるものの自らの強度を保つ機能しかなく、機器類を覆って台車枠の上に載っているだけの存在だった。
本形式はこのような伝統的な構造から完全に脱却した構造である。台車は電車のような鋳鋼製2軸ボギー台車であり、牽引力は台車から車体の台枠を経て連結器に伝えられるスイベル式を採用した。在来型の大型電気機関車では長大な台車構造から曲線のスムーズな通過のために先輪が必須とされていたが、ボギー台車のEH10形は先輪を要さなかった。
日本の電気機関車史を見渡しても有数の超重量級の機関車ではあるが、台車枠を基礎とする構造と先輪の両方を廃したことから、出力の向上に比して大幅な軽量化が図られており、運転整備重量118.4t、軸重は14.8tとなっている（量産機は運転整備重量116.0t、軸重14.5t）。EF15（運転整備重量102.0t、軸重14.4t）と比較して、試作機16.4t、量産機14tの重量増に抑えた実績は重量節減の成功と言える。在来型機関車と違って先輪がないため全軸駆動となり、重量の全てを粘着力確保に生かせるようになったために牽引力が向上した。とはいえ、これだけ軸重が重くなると、ローカル線はもとより大半の地方幹線でも転用は不可能である。逆にいえば、重軸重に耐える東海道本線での運用に特化させるよう割り切った機関車であったからこそ、ここまで思い切った設計にできたともいえる。

### 電装機器
主電動機は、EF15形とほぼ同等で絶縁強化等による熱対策を施したMT43形を8基搭載し、定格出力2,600kWを発生する。これはEF66形が定格出力3,900kWを達成するまで、日本国内の電気機関車としては最大の出力であった。
制御システムは手動進段式の単位スイッチ制御方式である。従来のEF15形から大きな差はなく、平凡だが信頼性を重視した手法である。
EF15形に比して出力が30%以上向上したことから、1,200t列車を牽引しての関ヶ原越えに耐える性能を得ただけでなく、平坦区間での走行性能にも余裕が生じ貨物列車のスピードアップにも貢献した。また、車体が二分割されていることにより生じた機器構成の複雑さ、点検・整備の手間が増えるという難点はあったが出力に対して機器に余裕があり、EF15形やEF58形の経験を反映したことからも主電動機や補助機器の故障が少ないといった利点があった。
ただしH型機関車として、8個モーターの直並列組み合わせで制御するされるように回路設計されたため、6個モーター直並列組み合わせ制御となる他のF型機関車とは出力特性の相違が発生する。このため標準的なF型機と相互同調を図りにくく、F型機の補機連結を受けての運用が難しいという欠点があった。この面は結局、補機運用を要さない区間での単機運用に徹することで、運用終了まで問題回避している。

### 車体デザイン
車体デザインは、民間工業デザイナーの萩原政男が手がけた。国鉄車両としてはいち早く、スタイリングを外部のデザイナーに委託したことは特筆される。
前面形態は角張っているが、窓部分が凹んでおり中央で二分割されている。2枚窓は同時期の80系電車、また前面窓部を凹ませる手法は72系電車との近縁性を強くうかがわせるものである。車体塗装は巷間「熊ん蜂」とあだ名された黒色に黄色の細帯を入れたいささか物々しいもので、それ以前の電気機関車における茶色塗装に比し、より力強い印象を与えた。これも萩原の発案によるものである。
なお国鉄の電気機関車として初めて、前面下部にスカートを装着している。やはり萩原の発案である。このスカートは量産車において下半分をスノープラウと交換できる構造に変更されたが、作業の煩雑さや誘導員用のステップごとスカートの下半分を外してしまうことが問題となって次第にスノープラウを装備することがなくなり、後年には一部でスカートの上下を溶接固定、連結器左右にあるスノープラウ取付用のボルトを撤去していた 。

## 形態別

### 試作機

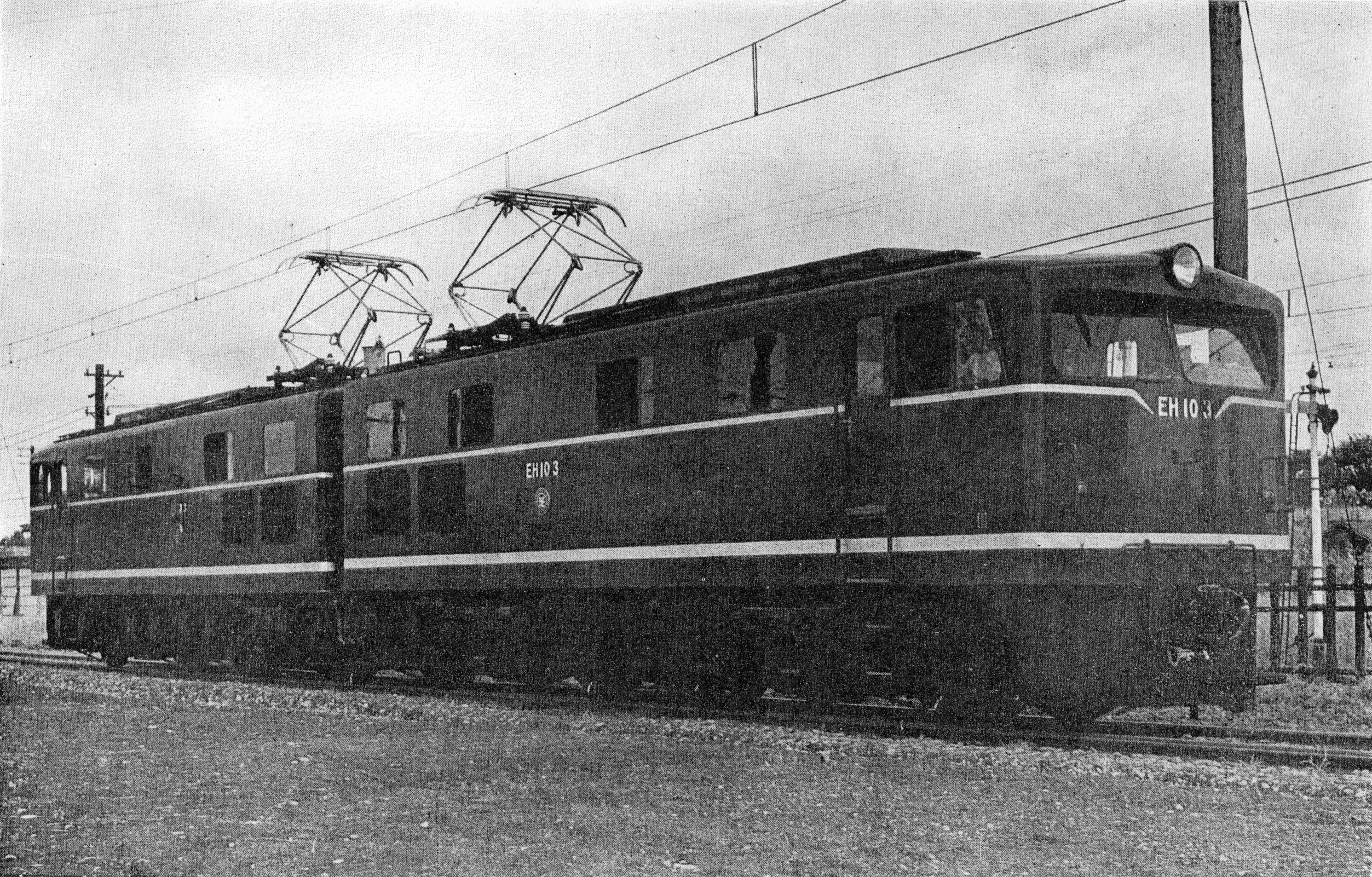
試作機 EH10 3

1 - 4号機が試作機に当たる。当時の代表的な機関車メーカー4社で1両ずつ製造された(1号機=川車、2号機=日立、3号機=東芝、4号機=三菱)。外観上の特徴として集電装置（パンタグラフ）が中央寄りにある点が挙げられる。パンタグラフ2基は、パンタグラフ間の引き通し線の重量を削減するため、車体中央寄りに設置され、2つの車体の連結面側に設置された。試作機は1・3号機は黒に黄色の帯、2・4号機はぶどう色2号に銀の帯で落成した。両塗装を比較検討した結果、1・3号機の黒に黄色の帯を正式に採用、その後の量産機は全てこの塗装で製造された。ぶどう色の2・4号機は全般検査時に他機と同じ塗装に塗り替えられた。

### 量産機
試作機の運用実績を基に細部の設計が変更され、重量配分が均等化されて運転整備重量が116t（軸重14.5t）になる。それに伴い運転席面積が拡大した。更に、分岐器や急曲線通過時を考慮して連結器を100mm前方へ突出させ全長を200mm長くした。また、パンタグラフの位置は両端近くに離された。これは複数のパンタグラフの位置が近すぎる事で、架線への押し上げ力が過大となったり高速走行中に共振を起こすなどして、架線に悪影響を与えたためである。そのため、写真などではパンタグラフの位置で試作機との区別が容易にできる。

### 高速試験機
1955年（昭和30年）10月に東芝で落成した15号機は、製作時から高速主電動機を装備し、歯車比も高速寄り (25:77 = 1:3.08) となったほか電磁直通ブレーキも装備した高速試験機で、塗色も量産機の黒からぶどう色2号に変更されるなど異彩を放っていた。高速度試験については次で述べる。試験終了後の1958年（昭和33年）に歯車比や塗色を量産機と同様に改修、1960年（昭和35年）には電磁直通ブレーキも撤去された。

## 試験

### 高速度試験
当時の東海道本線は輸送需要の逼迫によって列車の高速化が急務とされ、その一環で東京 - 大阪間を6時間30分で結ぶ超特急列車の運転計画が検討されていた。そこで1955年（昭和30年）12月12日から3日間、前述の15号機と、当時完成したばかりの国鉄10系客車（軽量客車）を用いて高速旅客列車の牽引試験が行われた。試験区間は金谷 - 浜松間の下りにて行われ、最高で120km/hを記録した。
この高速度試験に先立ち、同年12月5日の下り1列車と、6日の上り2列車（特急つばめ）を東京 - 米原間で試験的に牽引した。なお、列車暖房対応と異常時のバックアップのために次位にEF58形が連結された。
また、110km/h運転でもブレーキ距離を600m以下にするという条件を満たすことができるよう電磁直通ブレーキを開発し、1956年（昭和31年）3月にEH10 15号機とスハ43、スハフ42の4両に組み込んで試験が実施された。1957年2月には客車を4両増やした試験も実施された。
この実績を反映してEH10形をより高速化・軽量化した優等旅客列車牽引用の8軸機「EH50形」製作計画も進められ、1956年（昭和31年）には最大運転速度120km/h、機関車重量102.4t以下、主電動機1基あたりの出力は325kW以上といった計画の概要が決定していた。しかし、軸重の大きい機関車を高速で走行させる場合には軌道強化が必要で莫大な費用がかかるなどのデメリットが大きいと判断され、その後の国鉄は昼行優等列車については後の新幹線へつながる軽量で高速な電車方式に重心を移し、速度試験も151系などで行われるようになった。このため、EH50形は計画が中止され未成車両として終わった。
一方、EH10 15号機も試験終了後は通常の貨物用仕様に戻された。一方、EH50形とともに昼行の高速優等旅客列車向けに想定されていた、軽量構造で集中電源方式の固定編成客車については、夜行特急旅客列車のサービス改善に計画が変更され、後に20系客車として結実することになる。

### 粘着性能試験
本形式は東海道本線においてその高出力ぶりを如何なく発揮していたが、この高出力を勾配線区の牽引定数増加に役立てることはできないかという観点から、1966年（昭和41年）に14号機と64号機が甲府機関区に貸し出され、5月14日から21日にかけて中央東線甲府 - 上諏訪間で25‰勾配区間における運転性能・粘着性能試験が実施された。しかし、牽引トン数650tで空転が発生するなど芳しいものではなかったため、EH10形の急勾配線区への投入は断念された。

## 改造

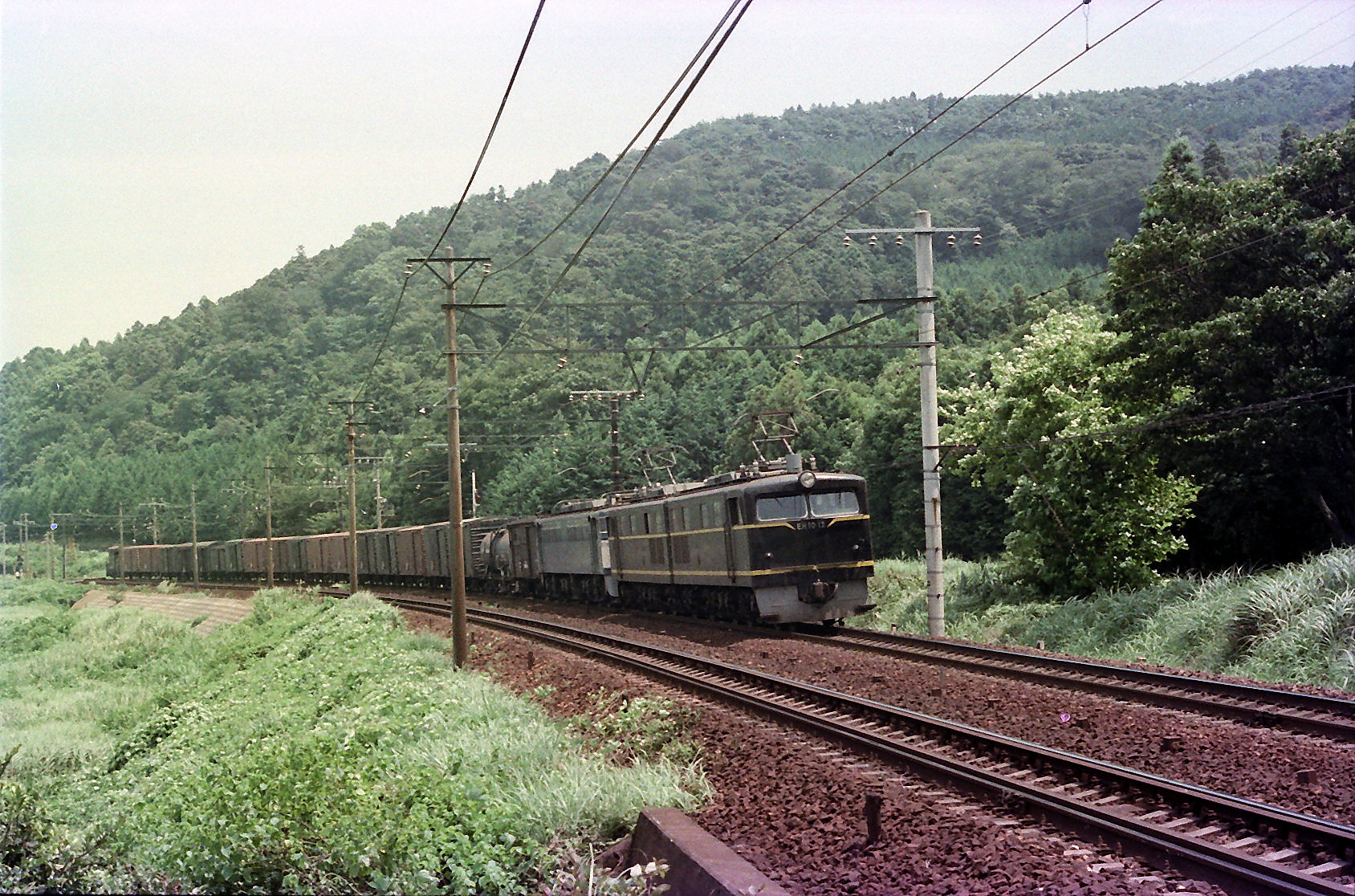
PS22Bパンタグラフへの交換車（1978年8月9日、島田 - 金谷間）

東海道・山陽本線の列車速度向上に伴い、中・高速域での速度制御範囲を広げるため当初は並列段のみとなっていた弱め界磁を直並列段から使用できるよう機器を改造、主幹制御器に弱め界磁ハンドルを増設する試験が1962年（昭和37年）3月から4月に49号機を対象として行われ、1,200t列車牽引の試運転でも運転時分の短縮や電力消費に改善が見られたことから1965年（昭和40年）までに全車が同様に改造された。
本形式は当初旧型貨物用電気機関車の通例として1つの動輪に2個の砂箱を備えていたが、性能や運転に余裕があることから片側の砂箱は使用中止になり、1974年（昭和49年）以降は第1動輪と第8動輪内側の砂箱を撤去、他の砂箱も使用中止のものは砂撒管を外していった。
運用末期、オリジナルの菱形パンタグラフであるPS15形の部品不足により、1976年（昭和51年）2月に21号機が下枠交差式のPS22Bを装備したのを皮切りに、10両程がPS22Bへの載せ替えを行った。これは、捻出したPS15形によって予備部品を確保するという面もあった。
51号機と60号機は側面中央よりにあるエアフィルターが、変形鎧戸となっていた（60号機は一時的に変更した）。また、30号機はビニロックフィルタとなっていた。

## 運用
当初から東海道本線の高速貨物・重量貨物用として使われ、1956年の東海道本線全線電化後は主に急行貨物列車や1,200t列車を汐留 - 吹田操車場間で直通運転する運用に投入、1959年（昭和34年）11月から東海道本線・東京（汐留） - 大阪（梅田）間で運行開始された国鉄初のコンテナ特急貨物列車「たから号」の牽引に充当されるなど、その高出力を発揮して活躍した。
1960年（昭和35年）以降は山陽本線への入線も進められたが、同時期にはEF60形に始まる新世代の6軸電気機関車増備が進み、さらに昭和40年代になるとコンテナ列車等の高速化に対応できなかったことから、一部に急行貨物列車での運用は残ったものの多くは一般貨物列車用に転用され、東海道（美濃赤坂支線を含む）・山陽本線（岡山操車場以東）、宇野線、岡多線（岡崎 - 北野桝塚間）のみに限定される形で地味な運用に徹した。
山陽本線岡山以西への入線も検討され、1966年には糸崎機関区へ試運転や訓練用に51号機が貸し出されたこともあったが、瀬野八越えではその特性上、補助機関車のEF59形やEF61形200番台との出力均衡が困難であること、三原までに区間を限定しての入線も運用が複雑になるとして実行には至らなかった。
1975年（昭和50年）以降、老朽化及び前述の通り他線区への転用が困難なことから廃車が開始された。
1981年（昭和56年）4月1日の宇野発吹田操車場行き3370列車を最後に運用を終了し、1982年（昭和57年）までに全車両が廃車された。

## 保存機

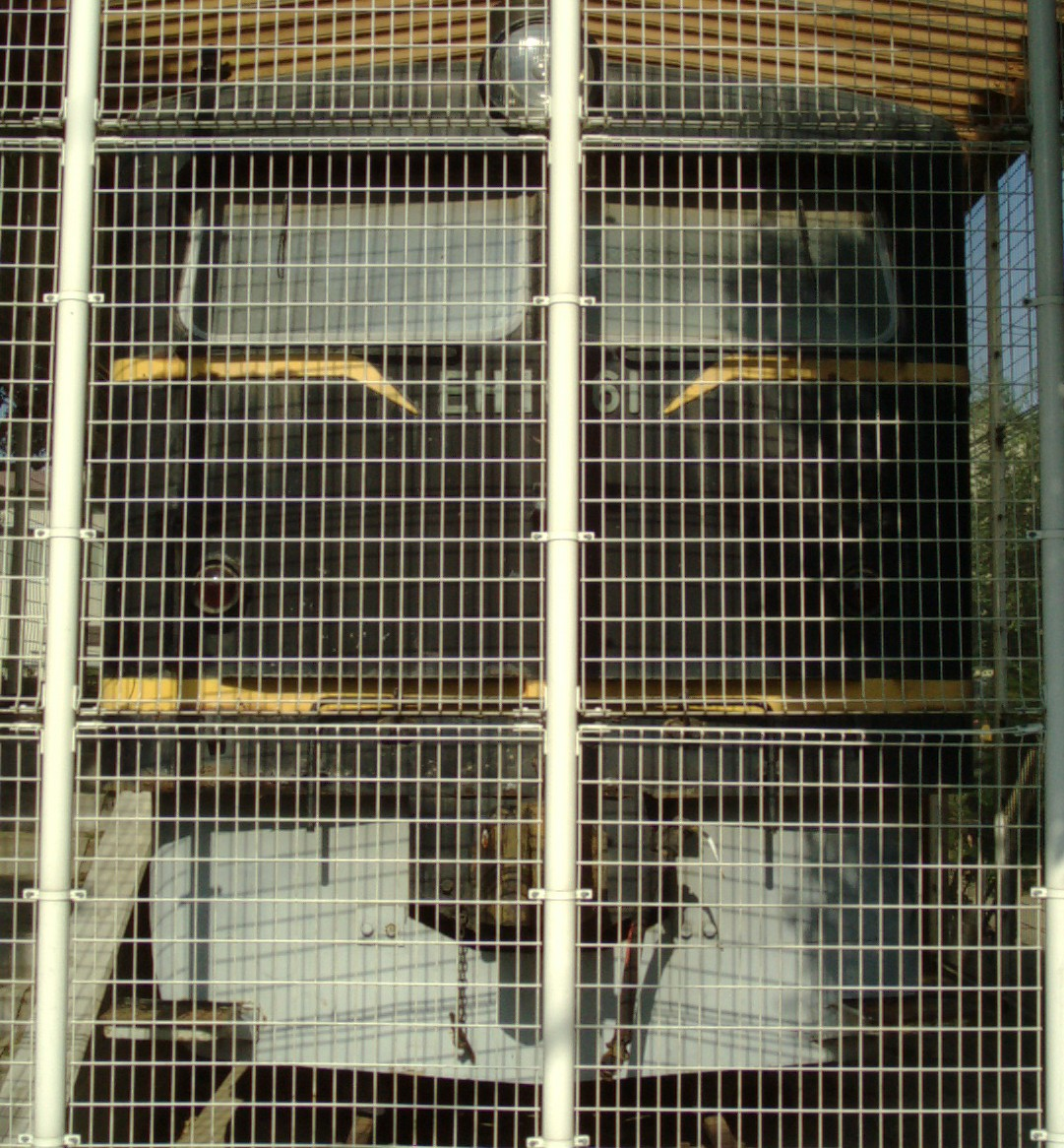
東淡路南公園に静態保存中の61号機

現存する保存機は東淡路南公園にある61号機のみで、他は全機が解体された。
周囲はフェンスで囲まれているが保存開始から長期間が経過しており状態は良くない。通常はフェンス越しに見学できるが、毎年7月上旬にはフェンスを取り外し、車内も見学できる日を設けている。
- EH10 61 （大阪市東淀川区東淡路南公園・静態保存）